# PowNed (televisieprogramma)
PowNed is een televisieprogramma uit 2009 rondom de oprichting en de ledenwerfcampagne van omroep PowNed.
PowNed wil een nieuwe publieke omroep worden en ter ondersteuning hiervan heeft GeenStijl zendtijd ingekocht bij Veronica voor het programma PowNed. Hierin behandelt presentator Rutger Castricum diverse items die vooral gaan over het oprichten van een publieke omroep en het werven van leden voor PowNed. De overstap van programma naar omroep is eerder gedaan door BNN.